# Caídos del mapa (película)
Caídos del mapa es una película argentina que se estrenó el 26 de septiembre de 2013, basada en el primer libro de la saga homónima de  María Inés Falconi. Es el primer largometraje de los directores Leandro Mark y Nicolás Silbert. La película cuenta con las participaciones protagónicas de Felipe Corrado, Sofía Calzetti, Ailen Caffieri y Tomás Carullo Lizzio, el antagonismo adolescente de Brenda Marks Cobas y el papel antagónico adulto de Karina K. y Alejandro Paker.

## Sinopsis
Cuatro chicos de séptimo grado planean esconderse en el sótano de la escuela para no ir a clase, pero en forma inesperada deben aceptar que se les una, bajo amenaza de delatarlos, Miriam, una compañera del grado francamente indeseable. Mientras ellos interactúan y se revelan celos, rencores, miedos, odios y amores ocultos, en la superficie se desarrolla otra historia: la de las profesoras, la directora y los padres quienes reaccionan de diferentes modos frente a la acción de los chicos.

## Reparto
- Felipe Corrado como Federico Soria
- Sofía Calzetti como Graciela Reboledo
- Ailén Caffieri como Paula Capuzotti
- Tomás Carullo Lizzio - Fabián Levín
- Brenda Marks Cobas como Miriam Reinoso
- Karina K. como Srta. Elvira "La Foca"
- Tina Serrano como Directora
- Atilio Pozzobon como Ramón
- Osqui Guzmán como Plomero
- Silvina Bosco como Mamá de Graciela
- Eugenia Alonso como Clara Capuzotti (Mamá de Paula)
- Marcelo Savignone como Papá de Fabián
- Alejandro Paker como Reinoso, papá de Miriam

## Producción
En 1995 se publicó el primer volumen de Caídos del mapa, una saga destinada al público adolescente que narra la historia de unos niños mientras van creciendo y que en 2013 va ya por el décimo libro.
Los directores afirman que tomaron en cuenta las películas que veían en la década de 1980 cuando eran chicos, pero adaptadas al cine actual, en especial aquellas en que los chicos encuentran su madurez a través de aventuras con amigos. Señalan además que trataron de seguir el enfoque de la novela en cuanto a evitar encuadramientos tajantes de los personajes en “buenos” y “malos”. 
En la selección de quienes desempeñarían el papel de los cinco personajes centrales priorizaron buscar niños que estuvieran cerca de los perfiles de los personajes y fue así que de los cinco protagonistas elegidos entre los aproximadamente 300 que se presentaron, solo dos, Ailen Caffieri y Tomás Carullo Lizzio, tenían experiencia en actuación. En cuanto a los demás papeles, buscaron actores que vinieran del teatro musical y de comedia, porque están entrenados con el timing y los recursos del humor físico y clásico que se pretendía lograr.
Los exteriores de la película son de un colegio de Parque Chas y los interiores se filmaron en el Patronato de Barrio Norte, el Instituto Bernasconi y en el sótano de una empresa arenera del barrio de La Boca.

## Diferencias entre el libro y la película
- En la película surge un nuevo personaje, el plomero Lemos; en el libro no hay problemas con los baños.
- En el libro, los chicos hacen el juego del libro con la llave, para llamar a los espíritus, en el sótano; en la película no.
- En la película, la madre de Graciela es más despistada; en el libro es más formal.
- En el libro, Fabián vive en un departamento; en la película vive en una casa normal.
- En el libro, los chicos ya saben de la existencia del sótano; en la película no sabían lo que había detrás de la puerta.
- En el libro no suceden los problemas con los caños, por lo tanto no hay beso entre Fabián y Paula; en la película si.

## Comentarios
La crítica de Javier Porta Fouz en La Nación dijo:

“la estética elegida aquí (es) más publicitaria o televisiva…el montaje, hay mucha acción, y la excesiva simplificación de los personajes parecen apuntalar una larga presentación superficial. Tal vez por ese motivo lo más logrado de la película sea la introducción, el pase veloz de un personaje a otro en la llegada al colegio. Ahí la película es vivaz, tiene una concatenación lógica de acciones y reacciones, promete algo de brío. Luego, ya en la escuela, se vuelve menos fluida, como si se oxidara….el único problema  de Caídos del mapa es narrativo. El humor físico tiene sorpresa, velocidad. La película tiene sus méritos aislados: las actuaciones de algunos chicos, situaciones menores en el sótano -lugar de la peripecia central del relato- sobre todo las que se basan en diálogos. Esta logra la sensación de aventura, la puesta en escena flaquea, la lógica del espacio se logra imponer muy bien, y así, aunque a los doce años mucho de lo que después es rutina pueda teñirse con facilidad de épica, Caídos del mapa logra acceder a la energía que necesita para hacernos creer en ella.”

Por su parte Juan del Castillo opinó del filme en Ámbito Financiero:

“
"…apunta a un público habitualmente "caído del target", como los preadolescentes (ya grandes para Disney pero todavía inmaduros para la abundante oferta de contenidos juveniles). Y lo hace con un lenguaje adecuado y cómplice. Los protagonistas de esta muy recomendable comedia para chicos que están terminando la escuela primaria se reducen a un cuarteto de características distintas pero compatibles …y una convidada de piedra, que es la típica "olfa" de la clase.…otro punto interesante: el rechazo que sufre esta última no responde únicamente a su comportamiento sino, como se sabe más adelante …a la discriminación previa que ella ha sufrido por ser gordita. Ante esto, uno puede temer una puesta en escena con sermón moralizador y bajada de línea incluidos, pero por suerte ese riesgo no se cumple: todo está planteado sin que parezca que lo está. No hay diálogos aleccionadores sino juego: un "juicio" que le hacen a la olfa en el cual ella, contra todo pronóstico, resulta ganadora…. el portero… representa, en el micromundo del colegio, a aquellos a los que nadie escucha nunca. Gracias a eso el guion le reserva una frase final que resuena --tal como lo ordena el mejor cine--, más a Scorsese que a Lubertino. Los directores Silbert y Mark, como si no fueran debutantes, manejaron con pericia los tiempos de la comedia y el conflicto. El humor también está bien llevado y responde a diferentes estilos, desde el "slapstick" inicial (esas caídas que remiten a una constante del cine desde los tiempos del mudo) a "guiños" para adultos incomprensibles para los chicos, como el descubrimiento del tocadiscos en el sótano, como si se tratara de una reliquia histórica, en el que suena el hit de los 70 "Estoy hecho un demonio"….La maestra Karina K, la directora Tina Serrano, el plomero Osqui Guzmán y el padre Alejandro Paker son otros buenos hallazgos del casting, además del fresco quinteto protagónico.”

## Taquilla
El estreno de la película fue en 83 pantallas, y en su primer fin de semana de proyección fue vista por 29.855 espectadores. La película logró recaudar 80.845 espectadores a lo largo de su carrera comercial en el país.